# At tænke sig
At tænke sig (ATS) er en satirespalte, der bringes hver dag på bagside af det danske dagblad Politiken. Spalten består af morsomme og satiriske kommentarer til aktuelle og uaktuelle emner, ofte i form af
- "hvæserbreve" fra fiktive personer,
- opdigtede interviews med kendte personer
- konstruerede uddrag fra dagbøger
- en ordbog, især med henvisninger (eks.: Nøgle – se under måtten) m.m.
- debatter i fiktive internetfora (gakkelak.dk)

Spalten foregiver at være den egentlige avis ved konsekvent at omtale resten af avisen som vort tillæg samt kalde ATS for hovedorganet.
En samling af årets "spalter" udkommer som hæfte en gang om året. Gerne under mottoet: At tænke sig at tænke sig for kun kr. ....

## Indhold
En af de røde tråde i spalten er de satiriske øgenavne, kendte personer får på baggrund af deres holdninger, uheldige episoder eller blot ud fra deres navne. Fx er kronprins Frederik omtalt som Hans Højhastighed Kromprins Fredehik efter nogle færdselsmæssige episoder. Og efter prins Joachim overtog Schackenborg Slot og blev landmand, fik han navnet kornprins Joachim. Daværende trafikminister Kaj Ikast fik konsekvent navnet Ikajkast efter en færges påsejling af molen i Helsingør, og politidirektør Hanne Bech Hansen blev konsekvent omtalt som politimoster Hanne Smæk Hansen. Tidligere chefredaktør på Politiken Tøger Seidenfaden blev af ATS døbt Tøger Zeitungsfaden. Med mad- og plasticskuespilleren Ola Fussing sigtedes til Olaf Ussing, der blev drillet med sine kostbare, ganske ægte alligatorsko. Medlem af Det Konservastive Dolkeparti, Hr. udenrigsmagister Per Stiv Øller er tidligere udenrigsminister Per Stig Møller fra Det Konservative Folkeparti. Andre fra Det Konservastive Dolkeparti er Connie Hedetur, også kendt som Honni Gedehår, der er tidligere Klima- og energiminister Connie Hedegaard, og tidligere partiformand Kriminaloverbendt Betjendtsen = Bendt Bendtsen. Hos Suicidaldemokraterne (Socialdemokraterne) omtales blandt andet statsminister Helle Thornfugl-Schmidt (Helle Thorning-Schmidt). Andre parti-øgenavne er Liberallende Arrogance (Liberal Alliance), Ensomhedslisten eller Uenighedslisten (Enhedslisten), De Radigale (Radikale Venstre) og Dansk Folkeantipati eller Dansk Folkedragtparti (Dansk Folkeparti).
Et andet kendetegn er det faste persongalleri af opdigtede personer som Erling Brokkendorf, Vrissenbjerg og Palle Pumpgun. (Fra tidligere tider huskes bl.a. Elvira Mortensen, Flauenskjold, Fru Hald Cold Kylling, Overretssagfører Jakethaj og Oberst Daniel Kongstanke – samt, med hentydning til de københavnske sporvogne, Konduktør Stropp og Vognstyrer Fodklang. Ofte aftryktes læserbreve underskrevet Babs og Nutte.)
Man kunne endvidere læse om de kommunale nyheder fra "Magistratens 6. afdeling" (Københavns Magistrat havde kun fem afdelinger dengang; allusionen var til Kommunehospitalets 6. afdeling = psykiatrisk afdeling). I nutiden er de kommunale fortrædeligheder repræsenteret af den fiktive Ny Væmmelse Kommune, der blev til efter Strukturreformen i 2007.
En af de flittige "hvæserbrevsskribenter" er Ernst Eskildsen, Greve, der har ment noget om alt siden 1993. Han har hyppigt fokuseret vulgært på kvinder.
ATS rubricerer ofte "tillæggets" nyheder som fejl med en "vi bekagler" rubrik, og giver i stedet en aktuel alternativ synsvinkel på begivenheden. Da Politiken, som man i øvrigt betegner "vort tillæg", fik en "læsernes redaktør", fik ATS hurtigt en tilsvarende "hvæsernes redaktør" med fantasirige afstraffelsesmetoder overfor de journalister, der begik "fjelene".

## Historisk rids
"Balancekunst
En ung debuterende Forfatter meddeler i et Interview, at han har været gammel lige fra Barndommen. Gudskelov viser Bogmarkedet, at flere af hans ældre Kolleger for længst er gaaet i Barndom, saa der er Haab om at bevare Ligevægten på Parnasset."
Fra den første At Tænke Sig, 9. marts 1932.
Spalten så dagens lys 9. marts 1932. Det hindrede selvfølgelig ikke, at den 7. marts 1934 fejrede sin toårsdag og i 1945 sin 14 års fødselsdag. Politiken skulle have en nonsensrubrik eller vrøvlespalte som udenlandske aviser. Berlingske Tidende havde 23. februar 1932 lanceret sin udgave af en sådan, Paa den anden Side, og 4. marts havde Politiken forsøgt sig med spalten Tossede Ting. Den optrådte dog kun et par gange før dens forfatter Kelvin Lindemann måtte se den ordblinde Hakon Stephensen blive Politikens nonsens-redaktør efter forslag af Povl Sabroe.
Blandt de første absurde indslag finder man 26. marts 1932 historien om, at Charlie Chaplin anlagde sag mod Adolf Hitler for uretmæssig brug af Chaplins skæg under valgkampen i Tyskland. Også det faste persongalleri begyndte at formes med introduktionen af Kværulantisk Samfund, der sprænges allerede 15. marts 1932, og Kværulantisk Forbund under ledelse af oberst Daniel Kongstanke.
Under besættelsen måtte satiren begrænses af hensyn til censuren. Det bedste ved spalten i disse år var uden tvivl, at Kumbel (alias Piet Hein) offentliggjorde sine Gruk (Grin og suk). Fra april 1940 til 13. marts 1961 nød ATS godt af hans korte, elegante digte.[kilde mangler]
Til gengæld for det manglende bid i satiren i ATS i krigens tid udsendte modstandsfolkene Ib Steen-Knudsen, Knud Pedersen og Bent Steen-Knudsen et par illegale hæfter på forlaget Danskeren, hvor den fra ATS kendte cementkoger Carlo Cartophelmoos gjorde sig finurlige overvejelser, der ikke var egnede for Politiken. Et par eksempler:
"Jeg staar og tænker paa -
om Feltmadrassernes Børn kan kaldes Hær-Værk.
Carlo Carthophelmoos,
Cementkoger."
"Jeg staar og tænker paa -
om Martin Luther egentlig havde Skylden for,
at Tyskerne er Lutter-Ranere.
Carlo Carthophelmoos,
Cementkoger."
13. januar 2013 bragte At Tænke Sig en spalte der tager politikernes brug af Wikipedia til selvpromovering under kærlig behandling under titlen Borgmester går til kamp mod Wikipedia-terror.
Blandt andre medarbejdere på spalten gennem årene finder man Lise Nørgaard, Jørgen Hartmann-Petersen (redaktør 1956-1965, også kendt som Habakuk), Paul Hammerich og Michael Meyerheim (redaktør fra slutningen af 1970'erne til 1982). I øjeblikket redigeres spalten af journalisterne Ole Rasmussen og Gorm Vølver.

## Eksterne kilder og henvisninger
1. ↑  ATS: Borgmester går til kamp mod Wikipedia-terror

- Officiel hjemmeside